# Mima

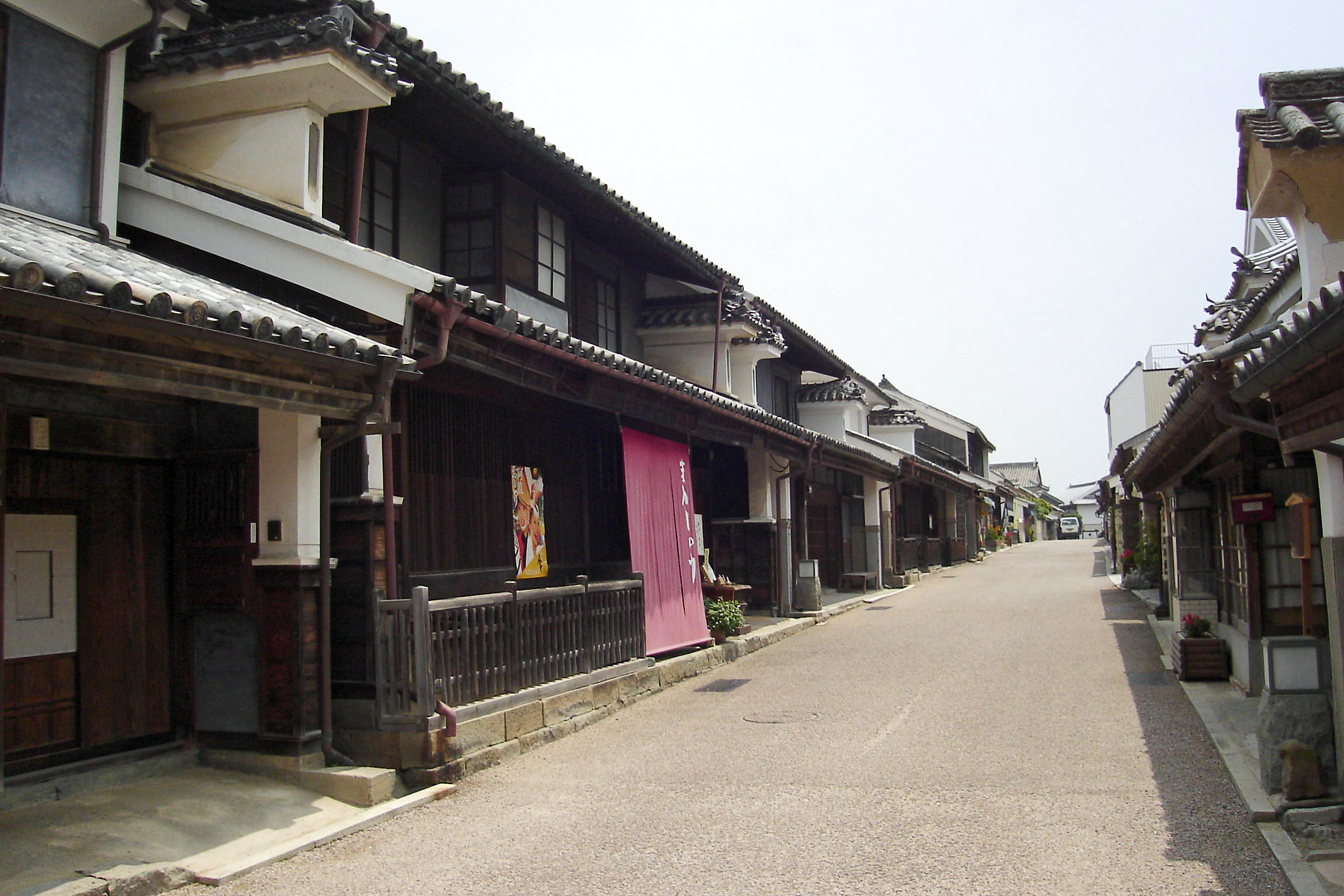
Quartiere di Wakimachi Minami-machi

Mima (美馬市, Mima-shi?) è una città giapponese della prefettura di Tokushima.